# راندال فورسبرغ
أنشأت الدكتورة راندال كارولين فورسبرغ (23 يوليو 1943- 19 أكتوبر 2007) حياة مليئة بالأبحاث والدعوة إلى وسائل تحد من مخاطر الحرب وتقليل عبء الإنفاق العسكري وتشجيع المؤسسات الديمقراطية. بدأت حياتها المهنية في معهد ستوكهولم الدولي لبحوث السلام في عام 1968. انتقلت إلى كامبريدج، ماساتشوستس 1974، (حيث حصلت على الدكتوراه في عام 1980) لتأسيس معهد دراسات الدفاع ونزع الأسلحة وكذلك لإطلاق الحملة الوطنية لتجميد الأسلحة النووية.

## الخلفية
اهتمت راندال فورسبرغ (عائلتها عند الولادة واتسون، 1943- 2007) بقضايا الحد من الأسلحة أثناء عملها في معهد ستوكهولم الدولي لبحوث السلام في أواخر الستينيات وأوائل السبعينيات من القرن العشرين. عادت إلى الولايات المتحدة في عام 1974، وأصبحت طالبة دراسات عليا في الدراسات الدولية في معهد ماساتشوستس للتكنولوجيا. كتبت فورسبرغ في عام 1979 نداء لوقف سباق السلاح، والذي أصبح فيما بعد بيانًا لحملة تجميد الأسلحة النووية. دعت الوثيقة إلى وقف ثنائي لاختبار الأسلحة النووية وإنتاجها ونشرها وتسليمها.
حصلت فورسبرغ على درجة الدكتوراه في عام 1980 وبدأت في معهد دراسات الدفاع ونزع الأسلحة، الذي أصبح موردًا هامًا لحركة السلام والحركة المناهضة للأسلحة النووية. حصلت فورسبرغ في عام 1983 على منحة العبقرية من مؤسسة ماك آرثر. أصبحت أستاذة سبيتزر في عام 2005 في العلوم السياسية في كلية مدينة نيويورك، وتوفيت بسبب السرطان في عام 2007 عن عمر يناهز 64 عامًا.

## الحملات
- مرشحة للكتابة في مجلس الشيوخ، ماساتشوستس، 2002.
- أطلقت الحملة الوطنية لتجميد الأسلحة النووية في عام 1980.

## الخدمة الحكومية
- عينها الرئيس كلينتون في اللجنة الاستشارية للوكالة الأمريكية للحد من الأسلحة ونزع الأسلحة في عام 1995.
- أطلعت الرئيس بوش ومسؤولي حكومته على قضايا الحد من التسلح بين الولايات المتحدة والاتحاد السوفيتي في عام 1989.
- خدمت في لجان من أجل خدمة أبحاث الكونغرس الأمريكي ومكتب المحاسبة العام الأمريكي ومكتب تقييم التكنولوجيا الأمريكي.
- شهدت أمام الكونغرس الأمريكي.
- شهدت أمام البرلمان السويدي.
- أقامت ثلاث زيارات لسيول، في كوريا الجنوبية في عام 2001 للمشاركة في حلقات النقاش حول المصالحة بين كوريا الشمالية وكوريا الجنوبية وتقليص الأسلحة –جاءت زيارتان بناء على دعوة من الجيش الكوري الجنوبي، وواحدة من نشطاء السلام الكوريين الجنوبيين.

أجرت محادثات في ويست بوينت وأكاديمية القوات الجوية الأمريكية وجامعة الدفاع الوطني وكلية الحرب الألمانية، والتقت بكبار المسؤولين الحكوميين في روسيا والصين وألمانيا والنرويج وبلدان أخرى. كانت عضوًا في مجلس الإدارة أو المجلس الاستشاري لمجلة بوسطن بريفيو، وجمعية الحد من الأسلحة ومجلة أبحاث السلام ومعهد جامعة كاليفورنيا للتعاون العالمي والصراع وعمل المرأة من أجل الاتجاهات الجديدة، وهكذا حتى وفاتها في عام 2007.

## الجوائز
- جائزة بروميرانس في عام 1989.[6]
- تلقت في عام 1983 جائزة تسمى غالبًا بجائزة «العبقرية» من مؤسسة ماك آرثر.

## التعليم
- شهادة بكالوريوس من جامعة كولومبيا.
- شهادة الدكتوراه في العلوم السياسية وسياسة الدفاع من معهد ماساتشوستس للتكنولوجيا.

## المنشورات

### الصحف
- قاعدة بيانات آي دي دي إس لحيازة الأسلحة العالمية وإنتاجها والإتجار بها. (سنوية).
- مراسلة الحد من الأسلحة، معهد دراسات الدفاع ونزع الأسلحة (شهريًا منذ عام 1982).

### المقالات
- المواطنون والحد من الأسلحة، «مراجعة بوسطن، أكتوبر/ نوفمبر من عام 2002.
- توضح راندال فورسبرغ وجوناثان كوهين أن الولايات المتحدة ليس لديها أعداء للدولة القومية ممن يمكن أن يشكلوا تهديدًا مستمرًا لأمننا القومي.
- نداء لوقف سباق السلاح النووي، بيان تجميد الأسلحة النووية، وساعدت في تأسيس الحملة وقيادتها في عام 1980.
- «راندال فورسبرغ تناقش عملها والوضع الدولي الحالي»، مجلة السلام، أغسطس- سبتمبر من عام 1989.

وكذلك مقالات في مجلة ساينتفيك أميريكان والأمن الدولي ومراجعة التكنولوجيا ونشرة علماء الذرة ومجلة السياسة العالمية.